# 内田守
内田 守（うちだ まもる、1900年6月10日 - 1982年1月17日）は、日本の医師。歌人としてのペンネームは内田 守人（もりと）と称する。九州療養所国立療養所菊池恵楓園、国立療養所長島愛生園、国立療養所松丘保養園で医師として働いた。ハンセン病研究家。ハンセン病療養所入所者に短歌の指導を行った。戦後は医院開業後、熊本短大で社会福祉を研究、講義した。ハンセン病資料を多数集め、熊本県立図書館に内田文庫として寄贈した。

## 略歴
熊本県菊池郡泗水村（現・菊池市）にて1900年（明治33年）6月10日父常平、母波津の3男として出生。県立中学済々黌（せいせいこう）を経て、旅順工科学堂を中途退学、1920年（大正9年）県立熊本医学専門学校（現熊本大学医学部）に入学。1924年（大正13年）九州療養所の医局員となる。眼科担当。熊本医大の研究生として生化学（加藤七三教授）、1927年（昭和2年）から眼科（鹿児島教授）を学ぶ。1934年（昭和9年）鼠ライの眼疾患の研究で医学博士。詳しい内容は「熊本市中より捕獲せる自然感染鼠癩の眼領域の病理組織学的研究」1936年（昭和11年）、長島愛生園の医務課長。光田健輔の指導を受ける。明石海人を育成、小川正子の本「小島の春」の出版を尽力。1942年（昭和17年）松丘保養園の医務課長。健康を害す。療養に専念。1946年（昭和21年）郷里で開業。社会教育、純潔教育、学校保健に精を出す。1950年（昭和25年）熊本短期大学教授。1965年（昭和40年）、第13回日本社会福祉学会総会を熊本短期大学で主催。1971年（昭和46年）厚生行政事務および教育功労者として勲四等瑞宝章を受ける。1982年（昭和57年）1月17日に没した。

## 九州療養所を辞めた理由
内田の長男の語るところによれば九州療養所で素行が良くない職員1名を馘首することになっていたが、彼は患者受けがよく、反対運動が起き、あの堅物の内田を辞めさせろということになった。内田を支えたのは一束の手紙であった。九州療養所で短歌の指導を受けた島田尺草や井藤保らからの手紙である。

## 短歌指導と短歌集編集
- ハンセン病文学全集8 短歌に内田の編集として1926年檜の影 1 1929年 檜の影 2 がある[4]。その後の九州療養所、また彼が在籍した長島愛生園、松丘保養園で指導した。檜の影の聖父（1935年）、新万葉集とらい者の歌（1939年）、九州療養所アララギ故人歌集（1940年）など、かれが関わったし、その他にもある。
- 光田健輔も、愛生園で内田の特徴、すなわちライ文学とくに短歌の指導者として高く評価した。その為に、ほかの指導者をさしおいて、縦横に腕をふるうことができたと内田自身が語っている。島田尺草を彼は世に出し、明石海人も彼の依頼で『白描』が多数売れ、光田健輔が内田に依頼して、小川正子の著書『小島の春』も世に出た。小川の著書は最初光田健輔が某書店に依頼したがうまくいかず、内田に頼み、内田は自費出版として小川に100円出させて、200円は彼が集めて、長崎次郎書店に頼んだら当たったというエピソードを書いている。内田はまた、多くの人の歌集を発行させた。また、多くの人の歌碑を作らせた。1971年（昭和46年）宮中歌会初めに陪聴が許可された。
- 熊本刑務所でも短歌指導を行い、合計数千首に及ぶ歌集を4冊発行している。同刑務所が発行している隔月刊「大阿蘇」に選者として活躍している。彼の死の前年の雑誌(1981年1,2月号）に次の短歌を選んでいる。死刑囚の日記を読みしその夜の 写経の墨は念入りに磨る。鹿毛イサム。
- 彼の初めの業績『檜の影１』の序にいう。彼は療養所の患者の句会にでて、感動した。内田が短歌をすると知り、指導してくれといわれた。今年になって相当なものができたので世に問うこととした。患者は療養生活を歌ったが、彼らの生活と芸術の極致は深いものがある。彼らは芸術の大道を進んでいるものと信じる。
- 彼の『文芸によるらい患者の精神運動』によると[5]今から30年前、日本に公立らい療養所が創設された時は主として浮浪患者を収容したために病者の生活は想像以上に暗黒であった。東京でも熊本でも開院2、3年のうちに俳句会ができた。最初は懸賞目当てであったが、次第に外部の専門家を招き、東京や九州は25年の歴史をもち「ホトトギス」誌上に入選するようになった。1924、5年より短歌会ができた。大島青松園の長田穂波、九州療養所の島田尺草、全生病院の北条民雄などが出た。まったく文芸作品こそは病者としての障壁を除き、また印刷術の発達している今日において、最も良き社会との接触面を作ってくれるのである。

## 彼が関与した短歌歌集・短歌に関する著書
- 『檜の影１』 内田守人編集 1926年
- 『さざん花』 著者加藤七三 1927年
- 『歌集古城』 熊本歌話会 1930年
- 『檜の影２』 内田守人編集 1929年
- 『一握の藁』 島田尺草 1933年
- 『檜の影の聖父』 内田守人 1935年
- 『隅青島歌集』 隅青島 1937年
- 『檪の花』 島田尺草 1937年
- 『島田尺草全集』 島田尺草 1939年
- 『白描』 明石海人 1939年
- 『海人遺稿』内田守人 1939年
- 『療養短歌読本』 内田守人 1940年
- 『楓影集』 内田守人 1937年
- 『瀬戸の曙』 内田守人 1939年
- 『歌集萩の島里』 内田守人 1939年
- 『療養歌集三千集』 内田守人 1940年
- 『明石海人全集上下』 明石海人 1941年
- 『仰日』伊藤保  1950年
- 『でいごの花』 神山南星 1951年
- 『歌集天河』 滝田十和男 1956年
- 『日の本のらい者に生まれて』 内田守人 1956年
- 『壁をたたく者』 I II III IV 内田守人 1955-1968年
- 『歌日樺第1集』 白樺短歌会 1957年
- 『加藤七三歌文集』 加藤七三 1959年
- 『波田愛子の歌心仏心』 内田守人 1960年
- 『波田愛子歌集』 波田愛子 1963年
- 『一本の道』内田守人 1961年
- 『高野六郎歌集』 高野六郎 1961年
- 『檪林』再春荘短歌会 1962年
- 『傷める葦を思う』内田守人 1964年
- 『歌集群竹』内田守人 1966年
- 『緑園集』 沖津緑 1967年
- 『仁術を全うせし人』 内田守 1970年
- 『歌人岩谷莫哀研究』内田守人 1969年
- 『続一本の道』 内田守人 1970年
- 『松田常憲短歌全集』内田守人 1971年
- 『光田健輔』内田守 吉川弘文館 1971年
- 『有菌地帯』 小塚龍生 1961年
- 『命ありて』 竹内愛二 1970年

## 彼が関与したハンセン病関係論文
- 『血液コレステリンの微量定量法』熊本医学科雑誌 昭和2年9月
- 『大風子油中のリポイドに就いて』熊本医学会雑誌 昭和2年9月
- 『らい患者中のコレステリン含有量』熊本医学会雑誌 昭和2年9月
- 『喉頭らいの臨床的治験』耳鼻喉頭科 1-3 昭和3年3月
- 『らい患者に施したる仮瞳孔手術の成績』日本眼科 32-11, 昭和3年11月
- 『虹彩らい腫の3例並びにその病理組織学的研究』日本眼科 33-6, 昭和4年6月
- 『らい患者に併発する突発性夜盲症の統計的観察』中央眼科 21-7, 昭和4年7月
- 『らい患者115名の4,5年前の眼症状と現在の比較』中央眼科 21-7, 昭和4年7月
- 『らい患者の涙液分泌量について』中央眼科 昭和5年2月
- 『らい患者の眼領域の知覚に就いて』日眼 34-3, 昭和5年3月
- 『らいの先天性聾唖及び瞳孔遺残膜の一家系』レプラ 2-1, 昭和6年3月
- 『らい患者に於ける眼疾患の臨床的並びに病理的研究』レプラ 2-2, 昭和6年8月
- 『Histological study on affection of the back parts of lepre's eyes』レプラ 2-3, 昭和6年10月
- 『らい患者の眉毛及び睫毛の統計的観察並びにらい性眼疾患との関係に就いて』レプラ 3-1 昭和7年3月
- 『眼球らい腫の統計的観察』レプラ 3-2, 昭和7年6月
- 『大風子油及び果実仁中のビタミンAについて』レプラ 同
- 『らい患者に併発する輪部フリクテンの１例』レプラ 3-3, 昭和7年9月
- 『らい性角膜園の分類に関する臨床的並びに病理的補遺』日眼 36-11,昭和7年11月
- 『結膜のらい腫について』日眼 36-12, 昭和7年12月
- 『鼠らいの眼疾患に関する研究（第１報）』レプラ 3-4, 昭和7年12月
- 『らい医学ノート』in 回春病室 光田健輔、朝日新聞社、 昭和25年10月
  - 上記のノートは当時のハンセン病医学の状況をよく書いている。光田の自叙伝の中に内田に書かせたもの。
  - 『珠を掘りつつ』 、[6]には34編の学術論文を載せている。鼠のらいは熊本でも発見されたが、7年間努力して1930年（昭和5年）、鼠らいの大集団を発見した。醤油屋や米屋の鼠で、全体の23％に鼠らい菌を保有していたのは世界一である。
  - 彼の専門は眼科である。彼の学位論文は鼠らいの眼疾患に関する研究である。[7]本妙寺集落のハンセン病患者についても研究している。[8]他に青森県の無らい県運動の話がある。戦後は水道普及がらい菌駆逐へ効果があったと主張している。[9]

## その他の業績と批判
内田守は、知人が多く、博識であり、多くの著作を残している。彼が身近に見た『光田健輔』を著作し、孝女白菊の歌を研究し、『熊本県社会事業史稿』と『九州社会福祉事業史』を著した。また彼は多くの人を知っていたが、編集にも好適であろう。『リデルとライトの生涯 ユーカリの実るを待ちて 』はその好適な例である。彼の活動があまりにも盛んであったので、「内田公害」と悪口を言われた。

## ハンセン病と文学展
2003年（平成15年）7月11日から9月15日まで熊本近代文学館で開かれた展示会。ハンセン病文学の開拓者といわれる内田守が寄付した内田文庫文庫が中心に展示され、展示された彼の資料は338点に及ぶ。彼の言葉として「病者の苦しみは、社会的偏見のために、家庭や親類までもが肩身を狭くし、病者は生命も住所も一生秘していなければならぬという不合理であった。（略）この病者の精神的閉鎖性をなんとかして開放してやりたいと思い、着眼したのが自分が学生時代からやってきた短歌による自己表現であり、病者にもやらせてみたいと着想したのであった。この中に貴重な資料がある。らい病考 稿本 後藤昌文著 1876年 統計年表 恵楓園 1911年、1913年などである。

## 文献
- 『医官・内田守と文芸活動』(2004) 馬場純二 「歴史評論」 No.656,12月号 p20-32.（内田守の業績については馬場純二のこの論考に詳しい）
- 『医療福祉の研究』(1980) 内田守博士喜寿記念論集 内田守博士喜寿記念論集刊行会